# Тайна запечного сверчка (мультфильм)
«Тайна запечного сверчка» — советский кукольный мультфильм 1977 года о детстве Вольфганга Амадея Моцарта. Режиссёр Вадим Курчевский создал мультфильм на студии «Союзмультфильм» по сказке Геннадия Цыферова. В фильме использована музыка Вольфганга Амадея Моцарта.

## Сюжет
Вольфганг Амадей Моцарт родился в городе Зальцбурге, который в те времена был столицей маленького австрийского княжества. В 4 года он услышал музыку запечного сверчка и стал подбирать её на клавесине. Вскоре он научился играть. Обрадованный отец много занимался с сыном, учил играть на скрипке, и повёз его сначала в Вену, а затем в Париж. Везде с восторгом принимали выступление юного музыканта. А в Риме в соборе юный Моцарт услышал музыку, которую исполняли раз в год на праздник, а затем ноты хранили под охраной гвардейцев. Моцарт запомнил мелодию и записал, на следующий день музыку распевал весь город. Римский папа рассердился и велел арестовать уши Моцарта, но затем одумался и простил его. Настоящий успех пришёл к Моцарту, когда он написал свою первую оперу «Бастьен и Бастьенна».

## Создатели
- Автор сценария и режиссёр — Вадим Курчевский
- Художник-постановщик — И. Клименко
- Оператор — Ян Топпер
- Композитор — Михаил Меерович
- Звукооператор — Владимир Кутузов
- Мультипликаторы: Лидия Маятникова, Вячеслав Шилобреев, Иосиф Доукша, Майя Бузинова, Наталия Дабижа, Наталья Тимофеева
- Куклы и декорации изготовили: Владимир Алисов, Екатерина Дарикович, Александр Максимов, Нина Молева (в титрах указан как Н. Андреева), Павел Гусев, Светлана Знаменская, Михаил Колтунов, Владимир Аббакумов, Марина Чеснокова, Галина Филиппова, Семён Этлис, Галина Студеникина
- под руководством — Владимира Кима
- Монтажёр — Надежда Трещёва
- Редактор — Раиса Фричинская
- Директор картины — Глеб Ковров
- Роли озвучивали: Ростислав Плятт, Всеволод Ларионов, Мария Виноградова, Лев Любецкий, Гарри Бардин
- Создатели приведены по титрам мультфильма.

## Отзыв критика
Проблемы цвета в объёме, техника перехода из плоскости в объём и обратно, композиция кадра-натюрморта — короче, всё то, что режиссёр условно относит к «пространственной живописи» — были сконцентрированы в фильме «Тайна запечного сверчка» (1977). Но на истории грустного и одинокого детства Моцарта-вундеркинда, которая в фильме становится метафорой творческого пути художника, режиссёр скорее просто подытожил свои решения живописных задач, нежели вновь пустился в поиски.
— Прохоров А. Вадим Курчевский // Режиссеры и художники советского мультипликационного кино. М., 1984.